# Javier Zeoli
Adolfo Javier Zeoli (Montevideo, 2 mei 1962) is een voormalig  profvoetballer uit Uruguay. Als doelman speelde hij clubvoetbal in onder meer Uruguay, Spanje, Argentinië en Bolivia. Zeoli beëindigde zijn actieve carrière in 1997 bij Danubio FC, de club met wie hij in 1988 de Uruguayaanse landstitel won.

## Interlandcarrière
Zeoli speelde in totaal veertien interlands voor zijn vaderland Uruguay. Onder leiding van de eveneens debuterende bondscoach Oscar Tabárez maakte hij zijn debuut voor de nationale ploeg op 27 september 1988 in de vriendschappelijke thuiswedstrijd tegen Ecuador (2-1), evenals Daniel Sánchez, Éber Moas, Rubén da Silva, Sergio Martínez, Mario Rebollo en Edgar Borges. Zeoli nam met zijn vaderland deel aan de strijd om de Copa América 1989 en aan het WK voetbal 1990 in Italië. Daar kwam hij niet in actie; hij was derde keuze achter Fernando Álvez en Eduardo Pereira.

## Erelijst
Danubio FC
- Uruguayaans landskampioen

1988
 CA River Plate
- Argentijns landskampioen

1994 (A)
 Club Bolívar
- Boliviaans landskampioen

1994